# کالین کلینکنبرد
کالین کلینکن‌برد (انگلیسی: Colleen Clinkenbeard؛ زادهٔ ۱۳ آوریل ۱۹۸۰) یک صداپیشه، مجری طرح و مدیر دوبلاژ اهل ایالات متحده آمریکا است.